# Senegalese spoorkoekoek
De Senegalese spoorkoekoek (Centropus senegalensis) is een spoorkoekoek uit de familie van de koekoeken die voorkomt in Afrika.

## Kenmerken
De Senegalese spoorkoekoek is 35 tot 41 cm lang het is een middelgrote spoorkoekoek. De staart, hals en de kruin zijn zwart. De vleugels zijn roodbruin en rond. Keel, borst en buik zijn beige-geel en de snavel is zwart en fors.

## Verspreiding en leefgebied
Er zijn drie ondersoorten:
- C. s. aegyptius: noordoostelijk Egypte
- C. s. senegalensis: van Senegal en Gambia tot in Eritrea en zuidelijk tot in Noordwest-Angola, Congo-Kinshasa en Oeganda
- C. s. flecki: van oostelijk Angola en noordoostelijk Namibië tot zuidwestelijk Tanzania, Malawi en Zimbabwe

De Senegalese spoorkoekoek komt overal voor waar zich dicht struikgewas of hoog gras bevindt. De vogel mijdt dicht regenbos en wordt vooral aangetroffen in agrarisch gebied, tuinen en parken met een voorkeur voor meer vochtig terrein.

## Status
De Senegalese spoorkoekoek heeft een groot verspreidingsgebied en daardoor is de kans op de status kwetsbaar (voor uitsterven) uiterst gering. De grootte van de populatie is niet gekwantificeerd. De vogel is plaatselijk algemeen. Om deze redenen staat deze spoorkoekoek als niet bedreigd op de Rode Lijst van de IUCN.

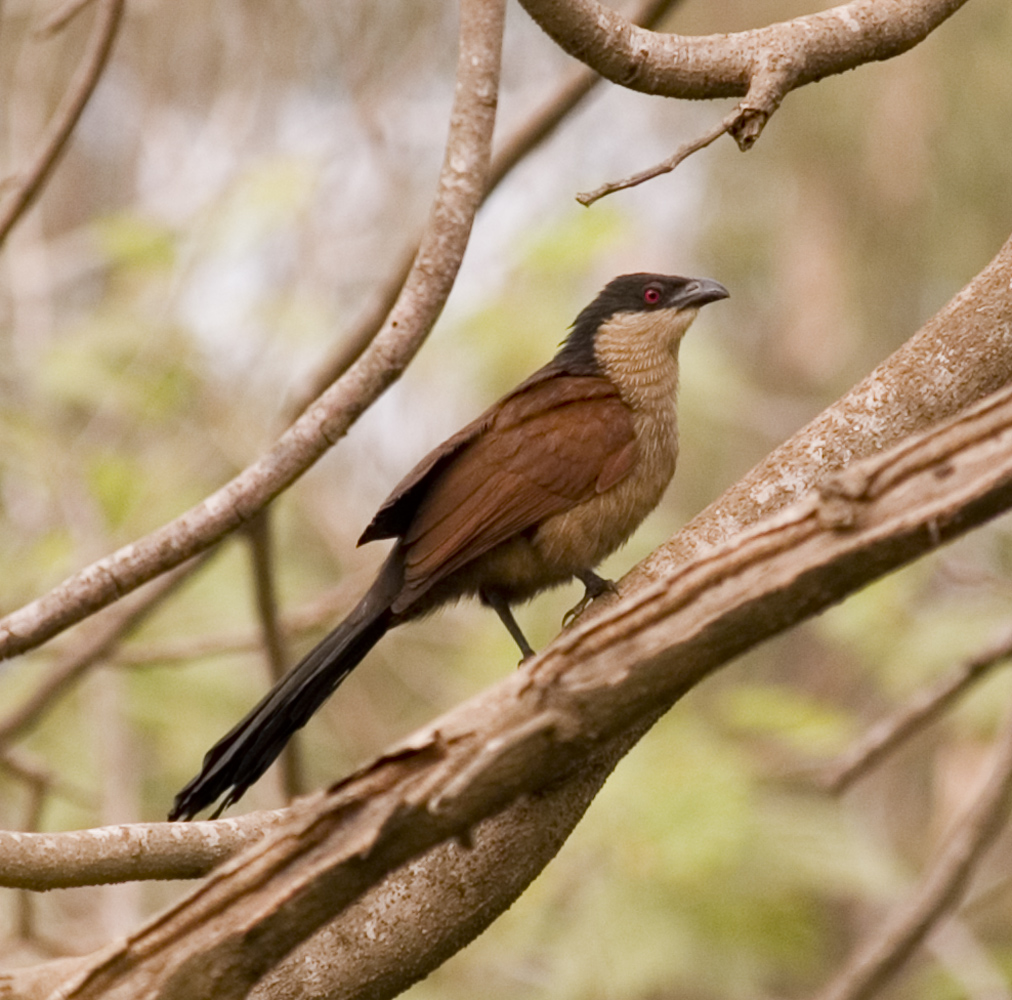